# Myrddin
Myrddin Wyllt var en bard och profet i keltisk mytologi.
Myrddin framställs som en vis vilde som drabbats av vansinne och lever djupt i skogarna. Han omnämns framför allt som föregångare till den betydligt mer omtalade trollkarlen Merlin. Det finns ingen sammanhängande berättelse om Myrddin-legenden bevarad, men däremot finns det sex medeltida dikter vars innehåll kan härledas till både skotska och irländska sagor. Dessa sex källor gör att man åtminstone kan rekonstruera de viktigaste delarna av legenden. Dikterna är Yr Afallennau (”Äppelträdet”), Yr Oianau (”Hälsningar”), Ymddiddan Myrddin en Thaliesin (”Dialogen mellan Myrddin och Taliesin”), Cyfoesi Myrddin en Gwendydd ei Chwaer (”Samtalet mellan Myrddin och hans syster Gwenddydd”), Gwasgargerdd Myrddin yn y Bedd (”Den dunkla sången om Myrddin i Graven”) samt Peirian Faban (”Befallande ungdom”). De tre första hittar man i Den svarta boken från Carmarthen från 1200-talet och de tre sistnämnda förekommer i manuskript från de därpå följande seklen. Samtliga dikter lär dock inrymma stoff som är betydligt äldre än de skrivna texterna, särskilt med tanke på det profetiska och mytologiska innehållet.
Myrddin Wyllt kan ha varit en historisk person som levde i nuvarande Storbritannien under slutet av 500-talet, möjligtvis identisk med den person som kallas Lailoken. Troligen föddes han år 540 eller något närliggande årtal, och han lär ha haft en tvillingsyster vid namn Gwendydd, Gwenddydd eller Languoreth (beroende på vilken källa som används). Myrddin Wyllt sägs ha blivit galen efter en strid under slaget vid Arfderydd på Arthuret som stod mellan segraren Rhydderch Hael (eller Riderch I av Alt Clut) och hans motståndare Gwenddoleu år 573. Myrddin flydde in i skogen och levde därefter med djuren. Så småningom upptäckte han sin siargåva som han utvecklade till fulländning.
Myrddin förespådde enligt uppgifterna sin egen död, som skulle ske genom att han först föll, sedan genomborrades innan han till sist drunknade. Profetian gick i uppfyllelse när en skara herdar först hånade honom och sedan drev honom över kanten på en klippa. Efter fallet spetsades han på en påle som några fiskare brukade fästa sina nät vid och han dog sedan med huvudet hängande under vattnet. Hans grav sägs ligga nära floden Tweed i byn Drumelzier nära Peebles, men det finns inget synligt kvar ovan jord på platsen. Denna märkliga trefaldiga död är ett tema som är gemensamt för många indoeuropeiska mytologier, om än i olika skepnader och sammanhang.